# Gwiazdy polskiej muzyki lat 80. – vol. 2 (album Dżemu)
Gwiazdy polskiej muzyki lat 80. – vol. 2 – kompilacyjny album muzyczny polskiego zespołu Dżem wydany w 2007 roku w postaci dodatku do Dziennika. Do albumu jest dołączona książeczka. Płyta pochodzi z kolekcji Dziennika i jest dwudziestą pierwszą częścią cyklu „Gwiazdy polskiej muzyki lat 80.”

## Lista utworów
1. „Niewinni i ja cz. I i II” – 13:46
2. „Wiem na pewno wiem – nie, nie kocham cię” – 4:58
3. „Jesiony” – 7:32
4. „Oh, słodka” – 9:50
5. „Boże daj dom” – 3:39
6. „Koszmarna noc” – 6:23
7. „Człowieku, co się z tobą dzieje” – 3:02
8. „Blues Alabama” – 4:16
9. „Najemnik II” – 10:02